# Walter Rohrbeck
Walter Rohrbeck (* 20. August 1885 in Königsberg (Preußen); † 6. April 1956 in Köln) war Professor für Versicherungswissenschaft an der Universität zu Köln.

## Leben
Walter Rohrbecks Vater, Carl Friedrich Wilhelm Rohrbeck zu Sandhagen, der einem alten Mecklenburg-Strelitzschen Bauerngeschlecht entstammte, war als Generaldirektor der Hagelversicherungsgesellschaft Ceres in Berlin tätig.
Walter Rohrbeck verbrachte Schulzeit und Studienjahre in Berlin, wo er 1904 das Abitur ablegte und danach an der Humboldt-Universität zu Berlin Rechts- und Staatswissenschaften studierte. Einer seiner Lehrer, Heinrich Dade, engagierte den Studenten Rohrbeck 1905 als Assistent beim Deutschen Landwirtschaftsrat. Rohrbeck promovierte 1908 in Heidelberg (Dr. jur.: Der Hagelversicherungsvertrag nach dem Reichsgesetz über den Versicherungsvertrag und einem dazugehörigen Einführungsgesetz) und 1909 in Berlin (Dr. phil.: Die Organisation der Hagelversicherung, vornehmlich in Deutschland). 
1912 erschien sein erster versicherungswissenschaftlicher Aufsatz. Seitdem veröffentlichte er viele Aufsätze über die Hagelversicherung.
Er übernahm ab 1919 den Ausbau des „Zentralverbandes der Privatversicherung“ zum Reichsverband der Privatversicherung. Zwischen 1923 und 1936 war er Handelsrichter in Berlin, agierte 1933/34 als versicherungspolitischer Vertreter im NSDAP-Wirtschaftsamt und hatte im Auftrag des Geheimen Staatspolizeiamtes die freidenkerische „Neue Deutsche Bestattungskasse“ „gleichgeschaltet“, 1934 erhielt er einen Lehrauftrag an der Wirtschaftshochschule Berlin.
Den ersten versicherungswissenschaftlichen Lehrstuhl in Köln hatte der Kölner Paul Moldenhauer seit Gründung im Oktober 1903 inne. Ihm folgte 1930 der früh verstorbene Franz Helpenstein (1889–1937), dessen Nachfolge Rohrbeck erst 1939 antrat. Rohrbeck gründete am 6. November 1940 das heutige Institut für Versicherungswissenschaft an der Kölner Uni auf Initiative des Gerling-Konzerns. Rohrbeck definierte 1939 Versicherung als „die im Interesse der Volksgemeinschaft liegende, gegenseitige, nach technischen Grundlagen durchführbare Deckung zufälligen, in Geldwert auszudrückenden Bedarfs zahlreicher, gleichartig bedrohter, aber nicht gleichzeitig betroffener Wirtschaften“.
Wegen der Parteizugehörigkeit Rohrbecks zur NSDAP wurde er 1945 zunächst in den einstweiligen Ruhestand versetzt, durfte dann aber 1949 als Direktor wieder das Kölner Seminar für Versicherungswissenschaft übernehmen. 1950 gründete Rohrbeck die „Arbeitsgemeinschaft der Versicherungswissenschaftler an deutschen Hochschulen“, 1955 wurde er emeritiert und verstarb bereits im Jahre 1956. Sein Nachfolger an der Uni Köln wurde 1957 Paul Braess.